# Oberhausen (Burg-Reuland)
Oberhausen ist ein Dorf in der belgischen Eifel mit 35 Einwohnern, das zur Gemeinde Burg-Reuland in der Deutschsprachigen Gemeinschaft gehört.

## Geografie
Oberhausen liegt direkt an der Our, die hier gleichbedeutend ist mit der Grenze zu Deutschland. Auf der anderen Seite des Flusses liegt Welchenhausen, Ortsteil der Gemeinde Lützkampen (östlich). Oberhausen und Welchenhausen bilden gemeinsam ein grenzüberschreitendes Doppeldorf. Der Ort liegt zwischen den ebenfalls zur Gemeinde Burg-Reuland gehörenden Dörfern Stoubach (nördlich) und Ouren (südlich); im Westen liegt das luxemburgische Leithum in der Gemeinde Weiswampach.

## Sehenswürdigkeiten

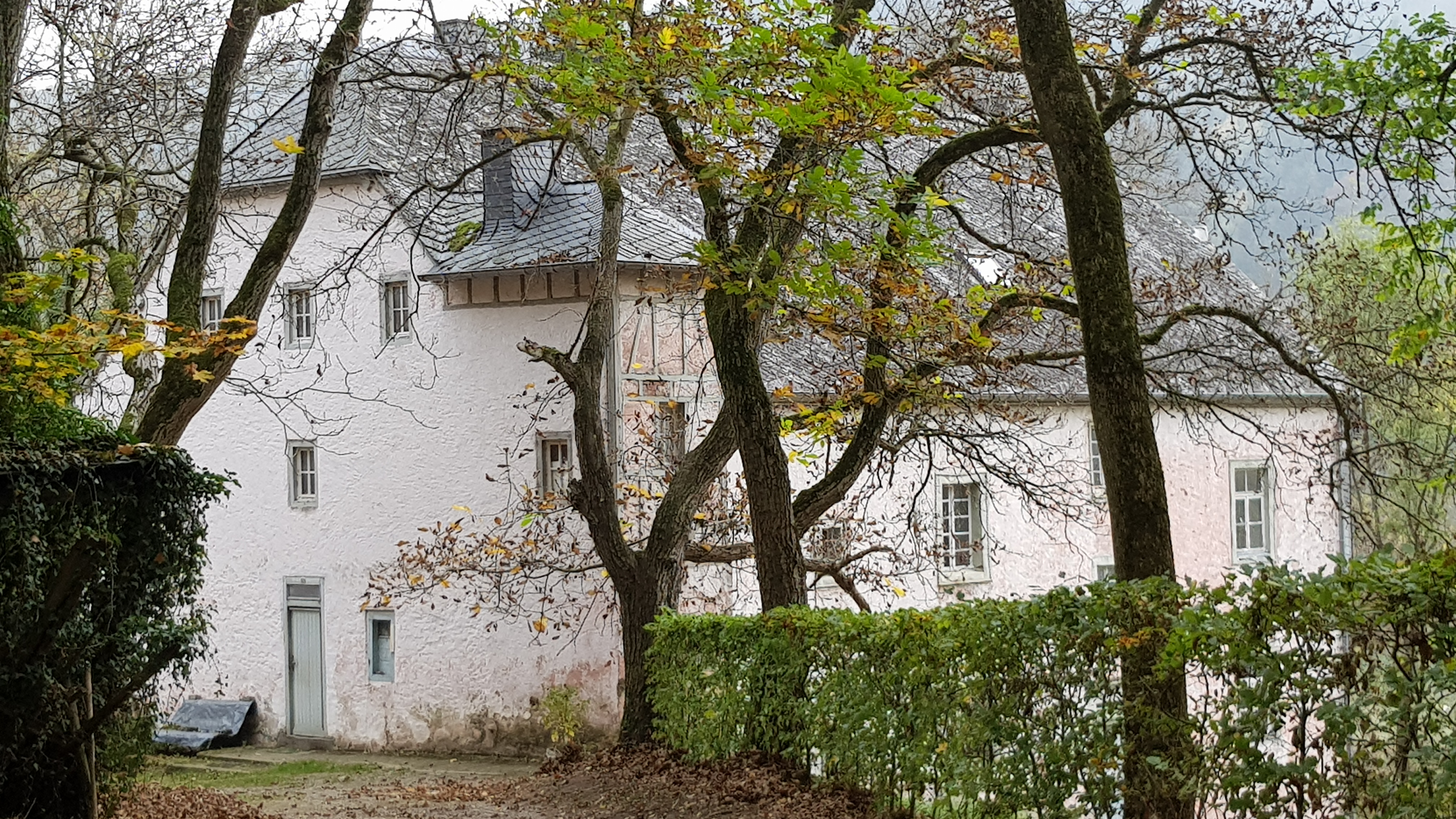
Schloss Oberhausen

### Museum Welchenhausen
Gleich jenseits der Our in Welchenhausen befindet sich das „Museum in der wArtehalle“. Das kleine Kunstmuseum wurde im August 2002 eröffnet und zeigt in drei bis fünf Ausstellungen jährlich Werke von Künstlern aus Deutschland und den BeNeLux-Ländern. Wie der Name bereits erahnen lässt, befindet sich das Museum tatsächlich in einem ehemaligen Buswartehäuschen und ist – wie es sich für ein Wartehäuschen gehört – bis heute an jedem Tag im Jahr rund um die Uhr kostenlos zugänglich. Das Museum geht auf eine Initiative der Bewohner Welchenhausens zurück.

### Schloss Oberhausen
Schloss Oberhausen ist ein mondänes Landhaus am nördlichen Ortsrand, das aus dem 18. Jahrhundert stammt. Das Kulturdenkmal verfügt über zwei Vollgeschosse und seine Mauern wurden mit rosafarbigem Putz versehen. Das Hauptgebäude wurde sehr wahrscheinlich in zwei verschiedenen Phasen erbaut. Darauf lässt ein Versatz in der Architektur der vorderen Fassade des Gebäudes schließen. Dort sind die beiden ganz rechts außen gelegenen Fenster deutlich höher positioniert als alle anderen. Dieser vermutlich angebaute Teil wurde als getrennter Wohnbereich genutzt. Die Rückseite des Gebäudes unterscheidet sich vollständig von der vorderen Fassade. Schloss Oberhausen wurde 1988 unter Denkmalschutz gestellt.